# Mélanie Dentu
Pour les articles homonymes, voir Dentu.
Adélaïde Mélanie Simplicie Dentu, née Caumartin le 10 août 1806 à Paris où elle est morte le 17 novembre 1874, est une auteure et compositrice française.

## Biographie
Femme du libraire-imprimeur Gabriel-André Dentu, Mélanie Dentu s’est fait une réputation, dans le monde des arts, comme auteure et compositrice d’un grand nombre de romances et chants d'actualité, dont plusieurs sont devenues très populaires. On cite notamment la Piémontaise, chant de guerre qu'elle a composé, en 1859, sur des paroles d’Auguste Barbier, à l’occasion de la guerre d’Italie et qui fit le tour de l’Italie en 1859 et 1860.

## Œuvres
- Nous sommes bien ici, paroles d’Amédée Ratouis.
- La Châtelaine, paroles d’Émile Cottenet.
- La Toilette du tambour, chansonnette, paroles d’Auguste Barbier.
- Les Bluets, chansonnette, paroles d’Auguste Barbier.
- Fleur de bruyère, rêverie, paroles d’Auguste Barbier.
- La Pauvre Marie, paroles d’Auguste Barbier.
- La Dame verte, ballade, paroles d’Auguste Barbier.
- Viens sur la mer, jeune fille, mélodie, paroles d’Alfred de Vigny.
- Le Rêve, paroles et musique de Mélanie Dentu.
- Les Charbonniers, ronde, paroles d’Auguste Barbier.
- La Nonne, ballade imitée de Uhland. Paroles et musique de Mélanie Dentu.
- Le Comte Guy, romance, paroles d’un trouvère du XIIIe.
- Le Nuage, mélodie. Paroles de Marceline Desbordes-Valmore.
- La Vendéenne, chant dramatique.
- Le Délaissé, paroles d’Auguste Barbier.
- Le Chant du berger, légende, paroles et musique de Mélanie Dentu.
- Il attend que France l’appelle, chansonnette.
- Place au droit ! Dieu le veut !, paroles de Prévost d’Arlincourt.
- Les Bijoux de Micheline, paroles d’Émile Cottenet.